# جورج واشنگتن گوتالس
جورج واشنگتن گوتالس (به انگلیسی: George Washington Goethals)(زادهٔ ۲۹ ژوئن۱۸۵۸-مرگ ۲۱ ژانویه۱۹۲۸) افسر ارتش ایالات متحده آمریکا مهندس راه و ساختمان بود.
نامداری او بیشتر از برای سرپرستی ساخت و گشایش کانال پاناما بود. پل گوتالس که جزیره استیتن نیویورک را به الیزابت، نیوجرسی می‌پیوندد و همچنین نشان گوتالس به افتخار او نامگذاری شده‌اند.